# (100634) 1997 UE24
(100634) 1997 UE24 es un asteroide perteneciente al cinturón de asteroides descubierto el 30 de octubre de 1997 por Brian A. Skiff desde la Estación Anderson Mesa (condado de Coconino, cerca de Flagstaff, Arizona, Estados Unidos).

## Designación y nombre
Designado provisionalmente como 1997 UE24.

## Características orbitales
1997 UE24 está situado a una distancia media del Sol de 2,145 ua, pudiendo alejarse hasta 2,552 ua y acercarse hasta 1,738 ua. Su excentricidad es 0,189 y la inclinación orbital 2,718 grados. Emplea 1148,14 días en completar una órbita alrededor del Sol.

## Características físicas
La magnitud absoluta de 1997 UE24 es 17,2. 